# Vanonus vigilans
Vanonus vigilans är en skalbaggsart som beskrevs av Thomas Casey 1895. Vanonus vigilans ingår i släktet Vanonus och familjen ögonbaggar. Inga underarter finns listade i Catalogue of Life.